# Willem Pothast
Willem Frederik Alphons Pothast (Roermond, 9 juli 1877 - Haarlem, 2 oktober 1916) was een Nederlands schilder, grafisch ontwerper, illustrator, etser en lithograaf.
Pothast ontving zijn opleiding aan de Amsterdamse Rijksnormaalschool en de Koninklijke Academie van Beeldende Kunsten te Den Haag. Als lithograaf en etser maakte hij vele illustraties voor prentenboeken.
Ook de vader en broer van Willem Pothast, Hendrik Antoon (1847-1924) en Bernard (1882-1966), waren kunstschilders.

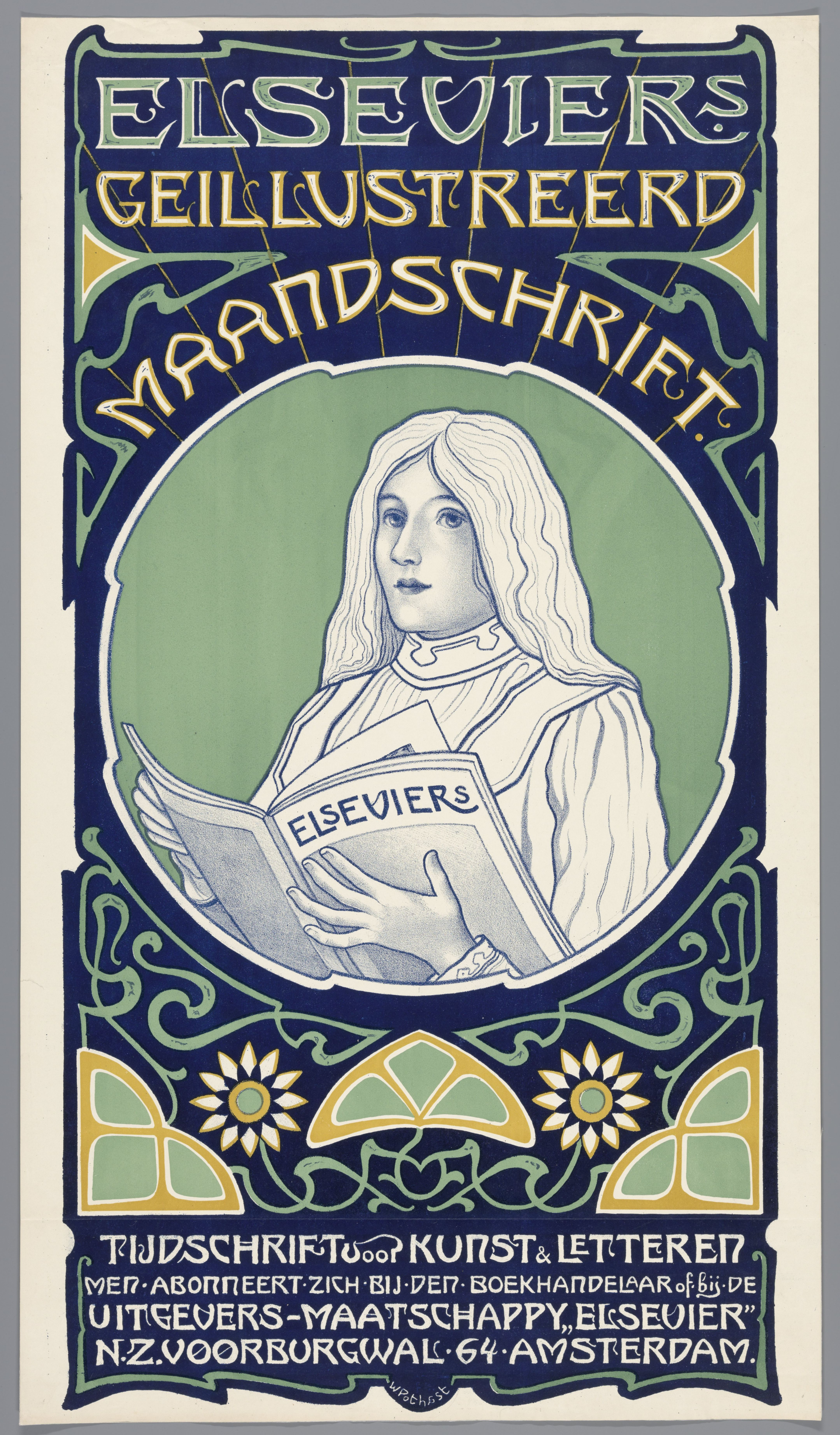
Elseviers Geïllustreerd Maandschrift. Tijdschrift voor kunst en letteren
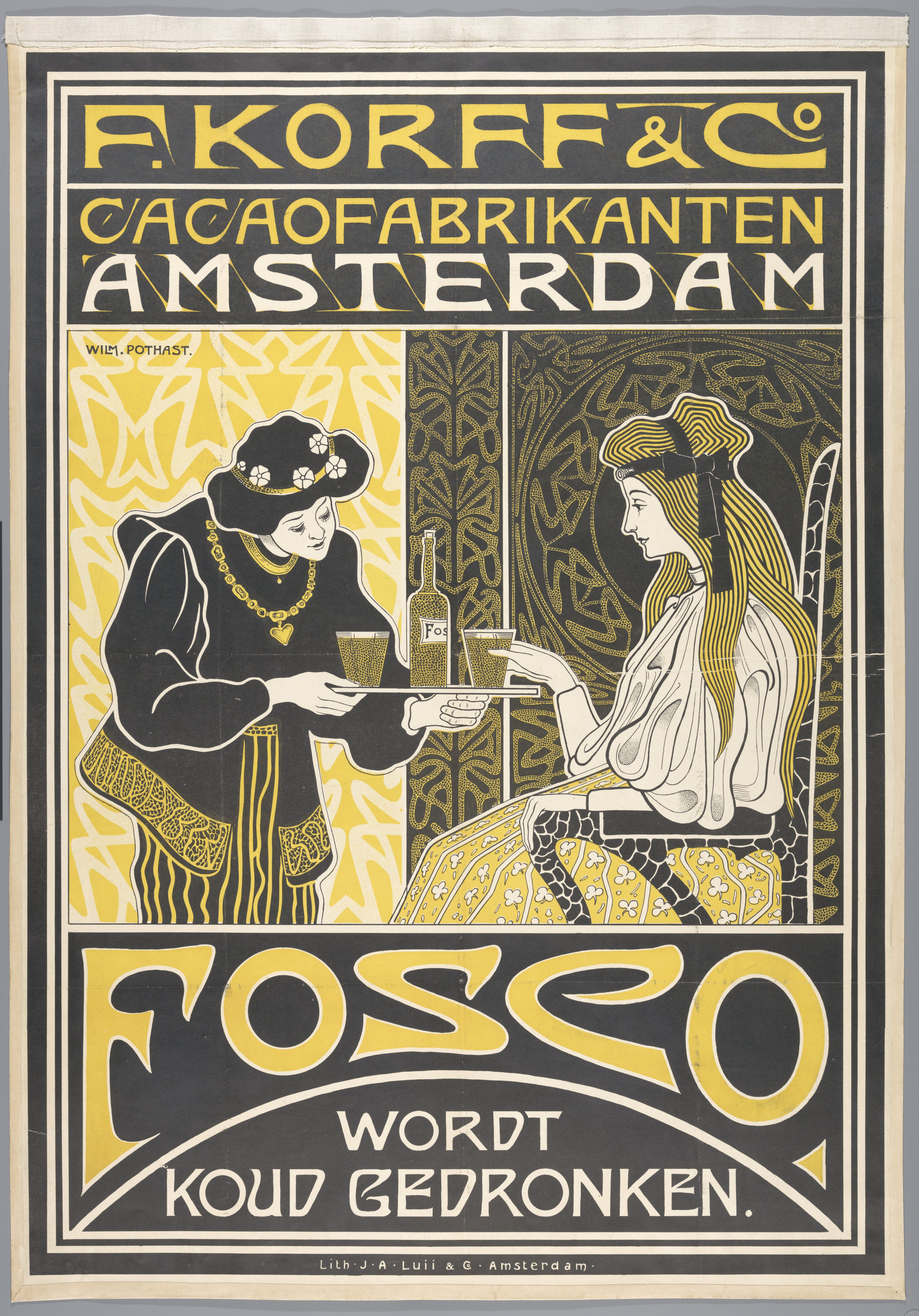
F. Korff & Co. Cacaofabrikanten Amsterdam. Fosco wordt koud gedronken (ca. 1898)
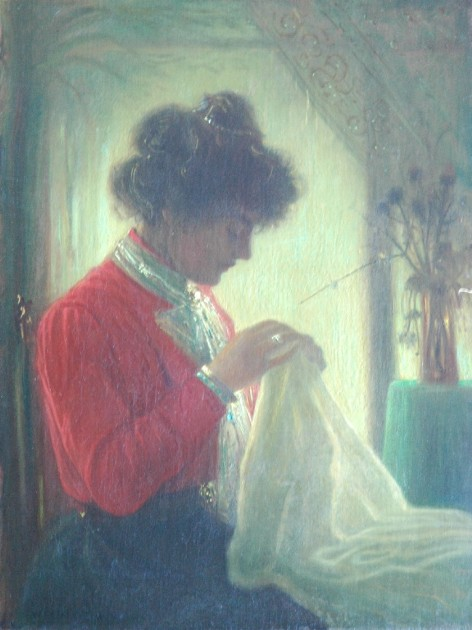
Vrouw met borduurwerk
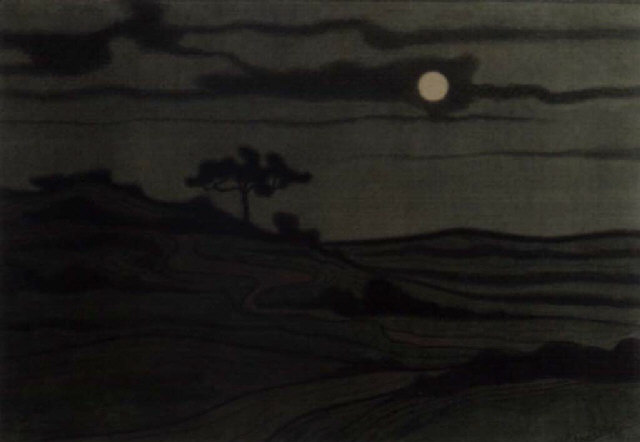
Maanverlicht duinlandschap (1899)
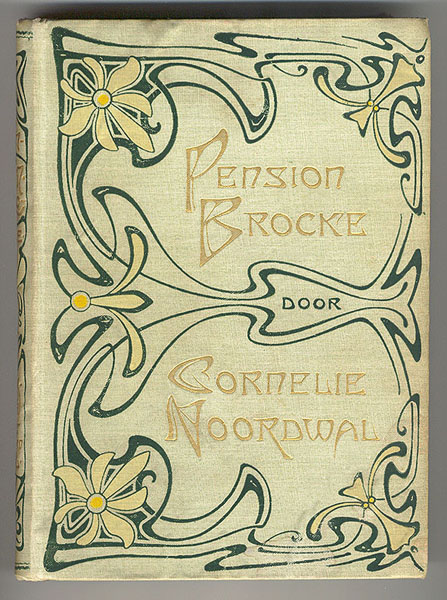
Boekontwerp (1900)
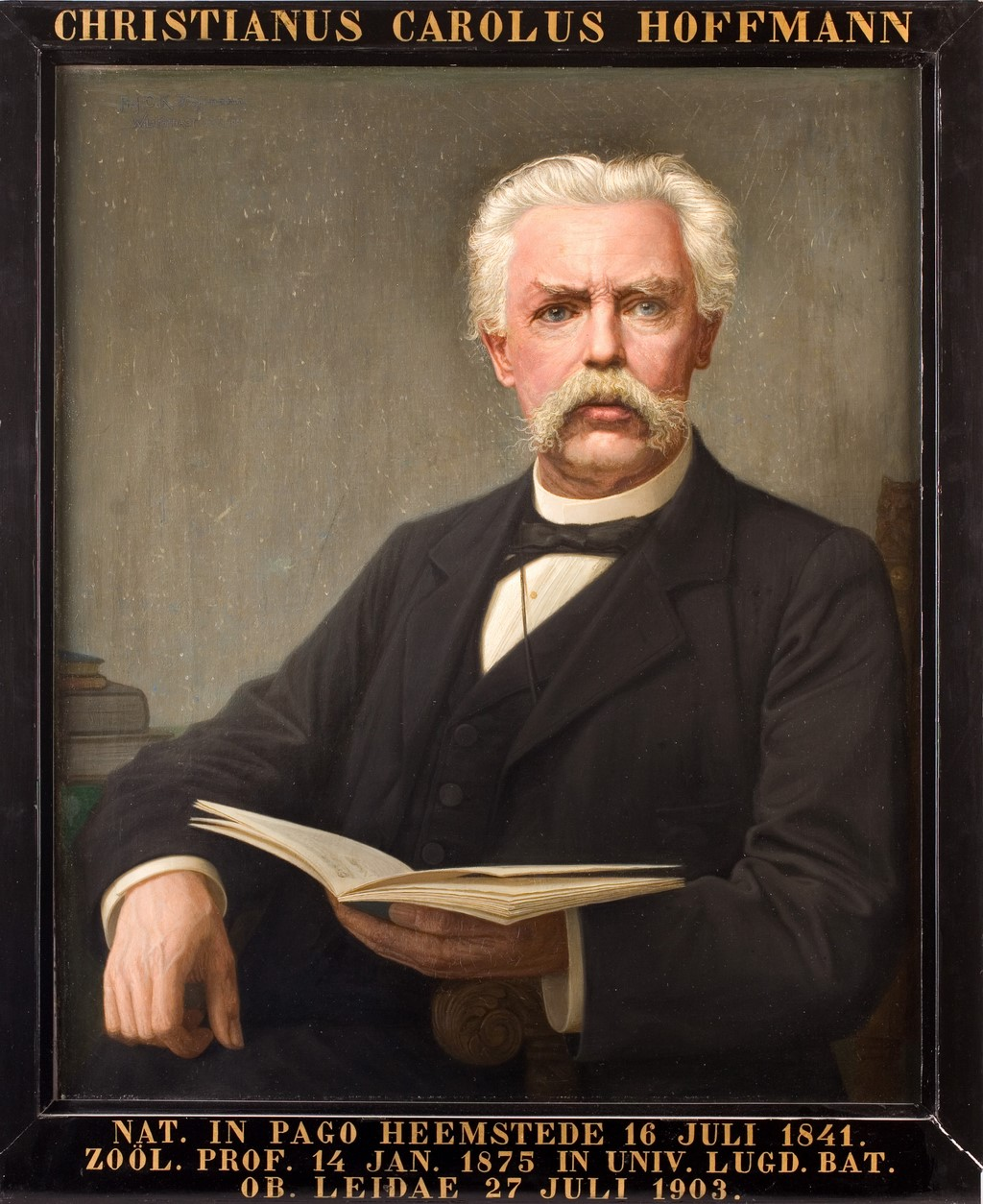
Christiaan Karel Hoffmann (1908)

- Biografisch Portaal: 74834846
- International Standard Name Identifier: 0000 0001 0078 9521
- Nederlandse Thesaurus van Auteursnamen: 074353489
- RKD-Nederlands Instituut voor Kunstgeschiedenis: 94061
- Union List of Artist Names: 500180809
- Virtual International Authority File: 150003270
- WorldCat: E39PBJgxkjyPR9vGx6c9BQjt8C